# Arkane Studios
Arkane Studios – francuski producent gier komputerowych. Został założony w 1999 przez byłych pracowników Electronic Arts i Atari. Jego główna siedziba znajduje się w mieście Lyon. 12 sierpnia 2010 spółka ZeniMax Media ogłosiła przejęcie Arkane Studios.

## Lista gier
- Arx Fatalis – 12 sierpnia 2002[3]
- Dark Messiah of Might and Magic – 24 października 2006[4]
- Dishonored – 9 października 2012[5]
- Dishonored 2 – 11 listopada 2016[6]
- Prey – 5 maja 2017[7]
- Dishonored: Death of the Outsider – 15 września 2017[8]
- Deathloop – 14 września 2021[9]
- Redfall – 2 maja 2023[10]

### W produkcji
- Marvel’s Blade[11]